# 北卡羅來納州第一炮隊A連
北卡羅來納州第一炮隊A連(Battery A, 1st North Carolina Artillery)於1861年4月在羅利（Raleigh）成立，原名Ellis Light Artillery，為紀念當時北卡州之州長John W. Ellis。

## 裝備
- 兩門12口徑榴彈砲
- 三門6口徑無膛線炮(銅製)
- one 3-inch rifle gun

## 戰役
- 威廉斯堡之役
- 七松坡之役
- 弗德堡之役
- 錢斯勒斯維爾之役
- 葛底斯堡之役
- 莽原之役
- 彼得斯堡之役
- 阿波馬托克斯郡府之役

## 外部連結
- https://web.archive.org/web/20080509060429/http://www.reillysbattery.org/index.html 北卡羅來納州第一炮隊A連之歷史